# Mithridates I của Bosporus
Mithridates I của Bosporus đôi khi được gọi là Mithridates II của Bosporus và Mithridates của Pergamon (thế kỷ thứ 1 trước Công nguyên), là một nhà quý tộc đến từ Anatolia. Mithridates là một trong những người con trai của vua Mithridates VI của Pontus từ người tình của mình, công chúa Galatia- Celt Adobogiona. Ông cũng đã có một em gái mang cùng dòng máu gọi là Adobogiona. Hoàng tử Pontos này có nguồn gốc Ba Tư, Hy Lạp, Macedonia và Celt.
Cha ông gửi Mithridates tới Pergamon để được giáo dục, nơi ông trở thành công dân hàng đầu của thành phố đó. Mithridates là một tetrarch trong bộ lạc Trocmi. Vào mùa đông năm 48/47 BC, nhà độc tài La Mã Julius Caesar bị mắc kẹt ở thành Alexandria, Ai Cập. Caesar bị bao vây ở Alexandria do quân đội của  Achillas, tướng và người giám hộ cho vua Ptolemaios XIII Theos Philopator của Ai Cập. Mithridates xây dựng một đội quân và đến cứu trợ cho Caesar. Kết thúc trận Zela, Caesar đã cho ông làm vua của Vương quốc Bosporus, bằng cách chỉ đạo cho Mithridates tuyên chiến với Dynamis, người cháu gái và chồng bà Asander (những người đang cầm quyền) để đoạt vương quyền cho chính mình. Dynamis và Asander bị đánh bại bởi Mithridates và quân đội của mình, và Mithridates trở thành vua của Bosporus. Tuy nhiên sau cái chết của Caesar năm 44 TCN, Vương quốc Bosporus đã được phục hồi cho Dynamis và Asander bởi cháu và là người thừa kế tuyệt vời của Caesar, Octavian (Hoàng đế La Mã Augustus trong tương lai). Một thời gian sau khi Mithridates thoái vị ngai vàng Vương quốc Bosporus, ông qua đời.
Mithridates đã được đóng bởi Furio Meniconi trong phim Cleopatra 1963.